# Mecynorhina taverniersi
Mecynorhina taverniersi är en skalbaggsart som beskrevs av Allard 1990. Mecynorhina taverniersi ingår i släktet Mecynorhina och familjen Cetoniidae. Inga underarter finns listade i Catalogue of Life.